# Non gettate alcun oggetto dai finestrini
Non gettate alcun oggetto dai finestrini è il primo album di Eugenio Finardi, datato 1975, registrato al Fono-Roma-Milano Sound Recording di Milano e prodotto dallo stesso Finardi insieme a Massimo Villa e al cantautore Alberto Camerini per la casa discografica Cramps.

## Descrizione
I temi trattati vanno dalla critica verso la società consumistica basata sull'apparenza (Se solo avessi) alla condanna verso il servizio militare obbligatorio (Quando stai per cominciare) fino all'incitamento alla "sommossa" (Caramba).
L'album presenta sonorità rock molto vicine al Progressive e talvolta all'Hard rock.
Contiene una versione della canzone popolare di protesta di autore anonimo e risalente al 1930 Saluteremo il signor padrone, rielaborata in versione hard-rock, oltre ad un brano scritto a quattro mani con Alberto Camerini (Afghanistan) ed uno con Claudio Rocchi (La storia della mente).
Tra i musicisti presenti nel disco vi è Franco Battiato, che si firma usando lo pseudonimo Franc Jonia.

## Tracce
LATO A
1. Se solo avessi - 7:45
2. Quando stai per cominciare - 4:52
3. La storia della mente - 6:28

LATO B
1. Saluteremo il signor padrone - 6:08
2. Taking it easy - 3:30
3. Caramba - 4:10
4. Afghanistan - 4:46

## Formazione
- Eugenio Finardi – voce, pianoforte, chitarra elettrica, sintetizzatore
- Alberto Camerini – chitarra elettrica, chitarra acustica, chitarra solista
- Aldo Banfi – sintetizzatore
- Attilio Zanchi – chitarra acustica
- Lucio Bardi - chitarra
- Franc Jonia - VCS3
- Hugh Bullen – basso
- Walter Calloni – batteria
- Dario Piana – tastiera
- Lorenzo Vassallo – percussioni
- Lucio Fabbri – violino